# Сухинов, Сергей Стефанович
Серге́й Стефа́нович Сухи́нов (14 января 1950, Москва — 10 января 2024, Москва) — русский писатель, автор детских сказок и фантастических боевиков, лауреат премии Правительства России в области культуры (2014).
Выпускник МАИ, кандидат технических наук (1983), 15 лет проработал в авиационном конструкторском бюро.
Лауреат Международного конкурса писателей-фантастов (1981). Лауреат премии имени И. А. Ефремова Союза писателей России и Совета по фантастической и приключенческой литературе (2010) в номинации «За выдающийся вклад в развитие отечественной фантастической литературы» как писатель-фантаст, организатор литературного процесса.

## Творчество
Наиболее известен как автор фанфикшена, вольных продолжений таких авторов и циклов, как «Волшебник Изумрудного города» Александра Волкова, «Звёздный волк» Эдмонда Гамильтона и других.
Цикл «Изумрудный город» многогеройный, рассказывает в первую очередь об Элли Смит, ставшей настоящей феей; о приключениях Корины, приёмной дочери Гингемы, сильнейшей из волшебниц; о предыстории Стеллы и Виллины; Белом рыцаре Аларме, Дональде и принцессе Тьмы Ланге. Он представляет собой единое многоплановое повествование, слабо связанное сюжетно с книгами Волкова, а порой и противоречащее им. В интервью журналу «Мир фантастики» Леонид Владимирский, известный в том числе и как иллюстратор Волкова (и сам написавший изданную в 1996 году сказку «Буратино в Изумрудном городе»), сказал, что Сухинов ему интересен, но тот продолжает скорее «Волшебника из Страны Оз» Фрэнка Баума, чем «Изумрудный город» Волкова.
В 2014 году Сергей Сухинов был удостоен премии Правительства Российской Федерации в области культуры за литературную трилогию для юношества «Клад и крест». Автор ряда учебников по методике преподавания литературы в школе Наталья Евгеньевна Кутейникова отметила важную роль, которую может сыграть в воспитании подростков эта и другие книги Сергея Сухинова, написанные на современном материале «в контексте традиций отечественной подростково-юношеской литературы ХХ столетия».
Помимо писательской работы занимался переводами с английского, в его переводе издан шеститомник американского фантаста Эдмонда Гамильтона.